# Phillip Tonn
Phillip Tonn (* 22. August 2005 in Mattstedt) ist ein deutscher Motorradrennfahrer.
Seit 2023 fährt Tonn für das Racing Team Freudenberg in der IDM Supersport 300.

## Statistik in der Supersport-300-Weltmeisterschaft
(Stand: 30. März 2025)
| Saison | Team                          | Motorrad     | Rennen | Siege | Zweiter | Dritter | Poles | Schn. Runden | Punkte | Ergebnis |
| ------ | ----------------------------- | ------------ | ------ | ----- | ------- | ------- | ----- | ------------ | ------ | -------- |
| 2023   | Freudenberg KTM WorldSSP Team | KTM RC 390 R | 2      | –     | –       | –       | –     | –            | 0      | 37.      |
| 2024   | Freudenberg KTM WorldSSP Team | KTM RC 390 R | 16     | –     | –       | –       | –     | 1            | 33     | 21.      |
| 2025   | Freudenberg KTM WorldSSP Team | KTM RC 390 R | 2      | –     | –       | –       | –     | –            | 18     | 6.       |
| Gesamt | Gesamt                        | Gesamt       | 20     | 0     | 0       | 0       | 0     | 1            | 51     |          |